# Ersatz
Ersatz é uma palavra alemã cujo significado literal é substituto ou sucedâneo. Embora seu uso em inglês seja o de adjetivo, em alemão Ersatz só existe como substantivo ou em aglutinação com outras palavras tais como Ersatzteile (peças de substituição) ou Ersatzspieler (jogador suplente).
No Reino Unido, o termo foi popularizado como adjetivo em função das experiências de milhares de oficiais e soldados americanos, britânicos, e de outros países anglófonos, geralmente aviadores presos no Teatro Europeu da Segunda Guerra Mundial. Esses Kriegsgefangene (prisioneiros de guerra) recebiam Ersatzkaffee (substituto de café) e Ersatzbrot (substituto de pão) de seus captores alemães.

## Contexto histórico
O termo ersatz provavelmente recebeu atenção internacional durante a Primeira Guerra Mundial, quando o bloqueio naval do Império Alemão estrangulou o comércio marítimo dessa nação, forçando-a a desenvolver substitutos para produtos químicos e alimentos. Os produtos Ersatz desenvolvidos nessa época incluem: borracha sintética (buna, produzida a partir do petróleo), benzeno para o óleo de aquecimento, chá, e cafés substitutos.

## Capitalismo "Ersatz"
O termo capitalismo ersatz foi usado em dois conceitos, ambos críticos:
- No uso de Joseph Stiglitz, um sinônimo para lemon socialism.[2]
- Sendo referente ao trabalho de Kunio Yoshihara, o capitalismo ersatz refere-se às economias do Leste Asiático e suas economias ascendentes e seu desenvolvimento dinâmico e tecnológico intenso.[3]